# Ellinor Jörgensen
Ellinor Jörgensen, född 20 januari 1989 i Jönköping, är en svensk handbollsspelare och socionom.[källa behövs]
Ellinor Jörgensen är fostrad i Hallby Handboll[källa behövs] men har även spelat i Cyrus T/S. 2010 flyttade hon till Lund för att spela handboll i H 43 Lund. 2013 skrev hon på för det gula laget Team Eslöv.